# Glossosoma califica
Glossosoma califica är en nattsländeart som beskrevs av Donald G. Denning 1948. Glossosoma califica ingår i släktet Glossosoma och familjen stenhusnattsländor. Inga underarter finns listade i Catalogue of Life.